# لوریس دومینیسینی
لوریس دومینیسینی (انگلیسی: Loris Dominissini; ۱۹ نوامبر ۱۹۶۱ – ۴ ژوئن ۲۰۲۱) بازیکن فوتبال اهل ایتالیا بود.
از باشگاه‌هایی که در آن بازی کرده‌است می‌توان به باشگاه فوتبال پرو گوریتسیا، باشگاه فوتبال مسینا، باشگاه فوتبال اودینزه، باشگاه فوتبال پیستویزه، باشگاه فوتبال تریستیانا، و باشگاه فوتبال رجانا اشاره کرد.